# كبل كهربائي

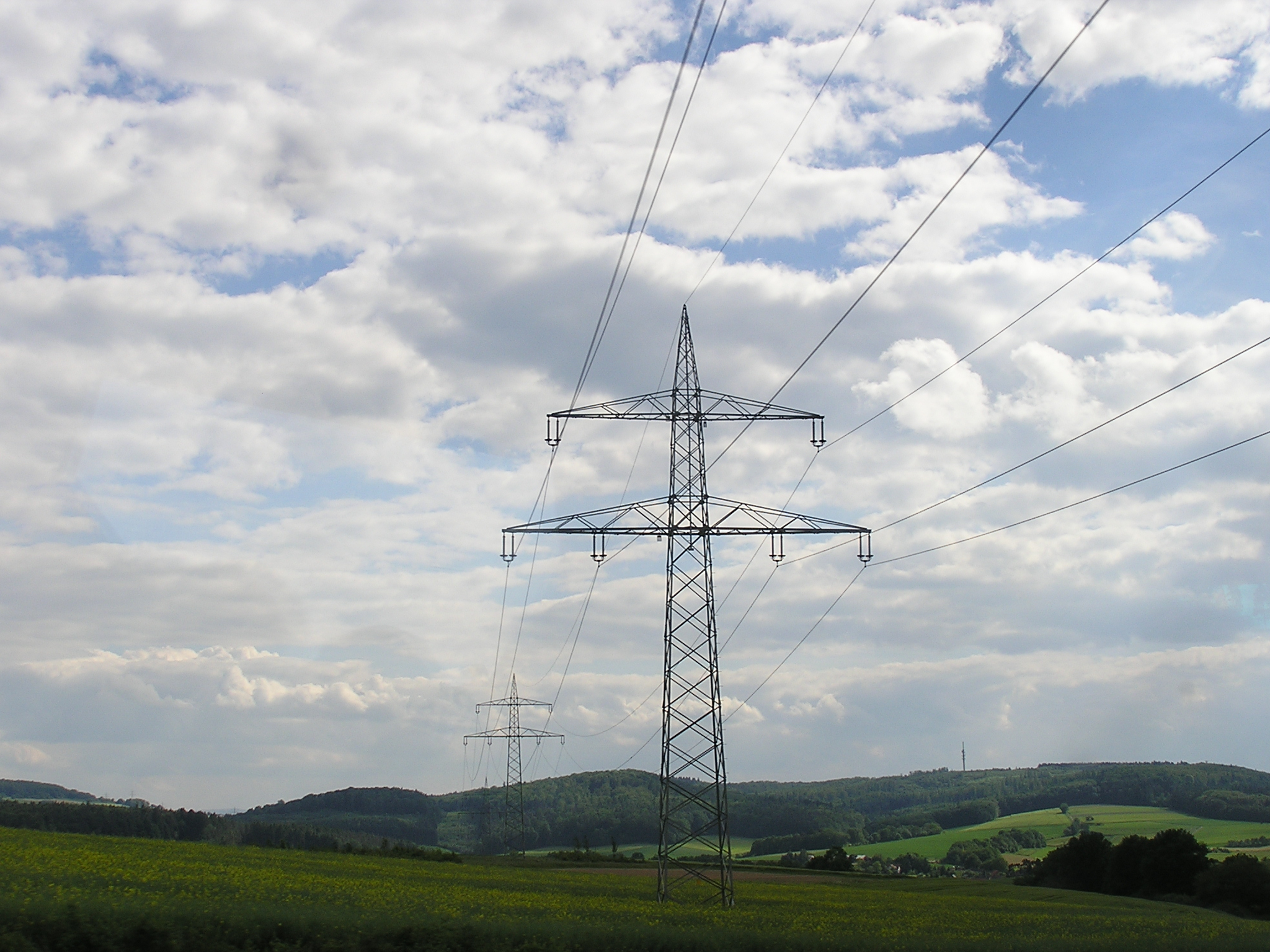
كابلات جهد العالي.

الكبل الكهربائي (بالإنجليزية: Power cable)‏ هو موصل يستخدم في نقل الطاقة الكهربائية أو في نقل الإشارات في تقنية الاتصالات وفي تقنية التردد العالي. وهو جزء من دارة كهربائية أو جزء من شبكة كهربائية ويربط بين مصدر كهرباء وجهاز يعمل بالكهرباء (مستهلك).
تنتقل الإلكترونات لتوصيل الكهرباء. ولكي يكون الفاقد في الطاقة أثناء التوصيل قليلا لا بد
من أن يكون الموصل ذو موصلية كهربائية عالية، ولهذا فـتوجد بعض المعادن الجيدة لهذا الاستخدام. كما لابد من أن يتناسب مساحة مقطع الكابل مع شدة التيار.

## الوصف

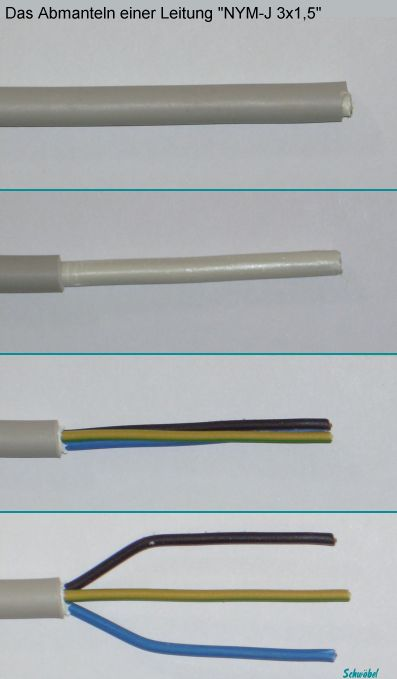
تكوين موصل معزول.

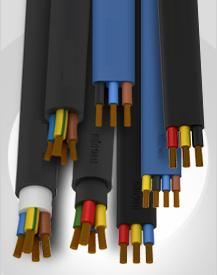
كابلات متعددة الفروع لغواصة

يتكون الكابل الكهربائي من موصل كهربائي يكون عادة في هيئة سلك أسلاك أو حزمة أسلاك. كما يوجد منها في شكل شرائط أو قضبان من النحاس أو الألمونيوم، وغالبا ما يكونوا معزولين بغطاء عازل للكهرباء. وإذا كونت عدة أسلاك حزمة ويكون كل سلك منها معزولا عن الآخر بعازل، فيسمى ذلك «موصل».
ويفهم من تعبير «كابل» بصفة عامة «موصل كهربائي معزول» أو عدة موصلات معزولة فيما بينها ومعزولة أيضا بغطاء خارجي، حيث يمكن تثبيته وتركيبه في الأرض أو يتعرض للماء.

ويقوم الغطاء الخارجي بحماية ما بداخل الكابل، أي يعزل الأسلاك المعزولة في داخله من الوسط المحيط كالتربة الارضية أو الماء المالح أو الهواء. ويسمى سلك فريد معزول بعازل داخل الكابل يسمى فرع.
الكابلات التي يحيطها هواء كمادة عازلة مثل كابلات نقل الطاقة الكهربائية تستند على «عوازل» من خزف على الأعمدة والأبراج
، حتى لا يتسرب التيار الكهربائي منها إلى الأعمدة وبالتالي إلى الأرض.
يعتمد مقطع الكابل أو الموصل ومادته وشكله على الغرض المطلوب منه ويحددها الجهد الكهربائي وشدة التيار والتردد التي يعمل عليها وعلى وسطه المحيط التي قد تؤثر عليه.
وتعتمد الخواص الكهربائية لموصل كهربائي على صفاته من وجهة مقاومته الكهربائية وسعته وممانعته الكهربائية وعلى صلابته. وتؤثر مساحة مقطعه على مقاومته الكهربائية وعلى ارتفاع حرارته بحسب شدة التيار. ومن الخواص الأخرى المهمة للكابل الكهربائي هو أقل قطر للفه وانحنائه وأقصى شد يتحمله واستقراره بالنسبة لتغير درجة الحرارة وقدرة المواد العازلة فيه.
ونفرق على وجه العموم بين كابل للتركيب المستمر وكابل يمكن نقله واستخدامه من مكان إلى مكان. بالنسبة للتوصيلات المرنة يكون الكابل مكونا من حزمة من الاسلاك المعزولة (فروع أو أقطاب) وتهم عدد الفروع ومقطع الكابل والمواد العازلة. وبالنسبة إلى لكابل يركب للاستخدام المستمر نستخدم عدد فليل من الفروع، وهي تكون معزولة لغالب بمادة «بولي فينيلكلوريد» PVC أو مطاط من نوع SBR أو كلوروبرين كاوتشوك CR .
وعلاوة على ذلك نفرق بين كابلات قوى لنقل الطاقة الكهربائية وكابلات لتوصيل الاشارات وكابلات لشبكات المعلوماتية.

## تطبيقات

### نقل الطاقة الكهربائية

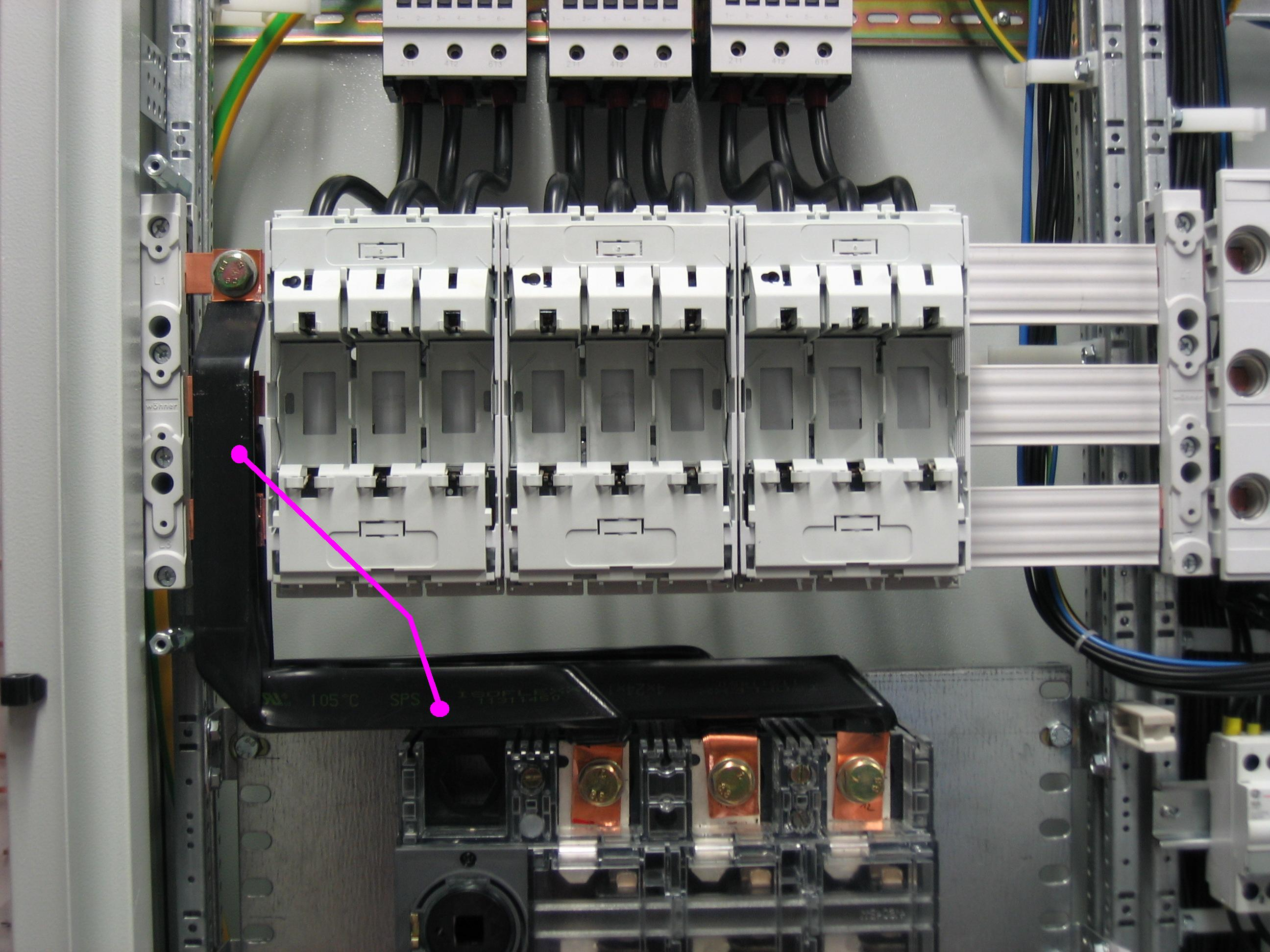
مفتاح لكابل توصيل ذو ثلاث أقطاب.

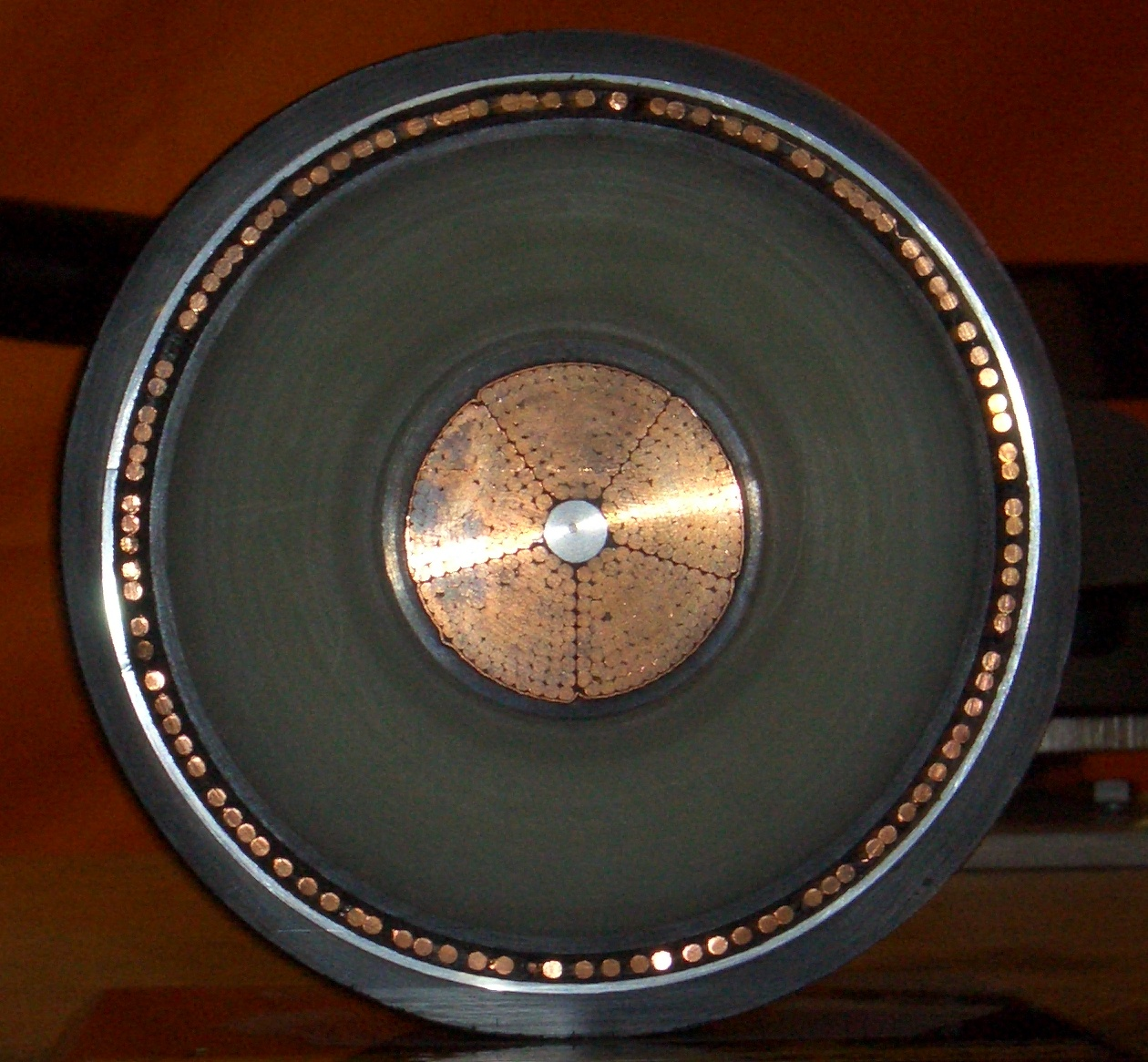
كابل يصلح لتوصيل 400 كيلوفولط. الموصل في الوسط يحمل التيار ، أما الموصلات الصغيرة حول العازل فهي توازن اجهاد الجهد الكهربائي عبر طبقة عازل البولي إيثلين.

كابلات توصيل القوى الكهربائية هي كابلات ضغط عالي وتكون مرفوعة على أبراج في الهواء أو ممدودة تحت الأرض. والمعلق منها في الهواء يستند في تعليقه على عوازل يثبت عليها.ومنها ما يكون معلقا لتشغيل مثلا المترو أو القطار الكهربائي. وتتميز تلك الموصلات للضغط العالي بانها من نوع موصلات التيار المتردد. كما يطبق نوع منها أيضا لتوصيل التيار المستمر ذو ضغط متوسط تقوم بتشغيل المترو.
لدوائر التي تعمل بجهد اعلى من 2000 فولت يحاط الموصل بمادة عازلة، فهي تقلل الإجهاد في الموصل نفسه. وكان المهندس «مارتن كوخشتيتر» أول من اخترعه في عام 1916، ويسمى أحيانا بعازل هوفشتيتر. ويوصل نهاية كل عازل بالأرض ك، وكذلك على مسافات على طول الكابل، وتشقق العازل يكون خطيرا.
كابلات توزيع القوى الكهربائية حتى 10 كيلوفولط قد تعزل بالزيت والورق، وتمر من خلال أنبوب من الحديد أو الألمونيوم القوي أو تكون مغطاة بالرصاص.
وللاستخدام في جهد أعلى من 10 كيلوفولط يمكن الزيت تحت ضغط بحيث لا يسمح بتكون فراغات هوائية قد تتسبب في تسريب الكهرباء داخل العازل.
تستخدم كابلات القوى الحديثة مبلمرات أو بولي إيثلين للعزل.

### الكابلات المرنة
تعتبر جميع أنواع الكابلات مرنة حيث يلزم نقلها إلى المستخدم وتوريدها مفوفة مثلا على بكر أو اسطوانات. وحيثما لزم كابل مرن لشغل يتحرك كثيرا مثل الأجهزة المحمولة فبل يسمى بالإنجليزية cord أو "flex".
تلك الكبلات المرنة تحتوي على حزم من الاسلاك الرفيعة وليس بها موصل صلب، وتكون لها عوازل وأغطية مرنة لتقاوم الانحناء والاهتلاك. ومنها كابلات ألات التقطيع وفي آلات ميكانيكية أخرى مثل الإنسان الآلي robotics وادوات الإنتاج.
كما ان كابل الأشعة السينية يعتبر من الكابلات المرنة.